# Alícia al país de les meravelles (Unsuk Chin)
Alícia al país de les meravelles és una òpera composta entre l'any 2004 i 2007 per la compositora coreana Unsuk Chin amb llibret de David Henry Hwang i la mateixa compositora. La història es basa en els contes d'Alícia al país de les meravelles i Alícia a través de l'espill de l'escriptor Lewis Carroll. Unsuk Chin i Henry Hwang sacrifiquen gran part del caràcter naïf i juganer del text original a favor d'un missatge més obscur i amb un rerefons quasi nihilista.

## Encàrrec i estrena
L'obra fou encarregada per l'Òpera de Los Angeles, però a causa de dificultats financeres va ser estrenada el juny de 2007 al Teatre Nacional de Múnic sota la direcció de Kent Nagano i la posada en escena d'Achim Freyer, en la que els cantants duien màscares i es generava la sensació d'un espectacle de titelles.
L'editorial Boosey & Hawkes demanà a la compositora una versió amb reducció de la plantilla orquestral, aquesta s'estrenà el juny de 2012 al Loretto Hilton Center, a Saint Louis (Missouri).
| Personatge                             | Veu           | Cantant           |
| -------------------------------------- | ------------- | ----------------- |
| Alícia                                 | soprano       | Sally Matthews    |
| Gat                                    | soprano       | Piia Komsi        |
| Gat                                    | soprano       | Julia Rempe       |
| Ànec/barreter boig                     | baríton/baix  | Dietrich Henschel |
| Conill blanc/ teixó                    | contratenor   | Andrew Watts      |
| Reina de cors                          | soprano       | Gwyneth Jones     |
| Duquesa/ mussol/ dos                   | mezzosoprano  | Cynthia Jansen    |
| Ratolí/ cuiner/ liró/ home invisible   | tenor         | Guy de Mey        |
| Vell/ àliga/ servent-peix/ cinc/ botxí | tenor         | Christian Rieger  |
| Vell/ cranc/ rei de cors               | baix          | Steven Humes      |
| Dau/ servent-granota/ set              | baix          | Rüdiger Trebes    |
| Eruga                                  | clarinet baix | Stefan Schneider  |

## Instrumentació
Unsuk Chin utilitza una plantilla molt extensa:
- Veus
  - Solistes: tres sopranos, una mezzosoprano, un contratenor, dos tenors i dos baixos.
  - Cors: cor mixte i un cor infantil
- Vents
  - Vent fusta: 2 flautes (doblant a piccolo, flauta contralt i flauta d'èmbol), 2 oboès (doblant a corn anglès), 2 clarinets (doblant a requint i a clarinet baix) i 2 fagots (doblant a contrafagot).
  - Vent metall: 4 trompes, 3 trompetes, 2 trombons i una tuba
  - Altres: acordió
- Corda
  - Corda fregada: 14 violins primers, 14 violins segons, 12 violes, 10 violoncels i 8 contrabaixos (amb 5 cordes)
  - Corda pulsada: arpa i mandolina.
- Percussió: 4 percussionistes
- Teclats: piano, celesta, clavicèmbal i teclat electrònic/MIDI/sintetitzador.
- En escena: clarinet baix i estris de cuina emprats amb finalitats teatrals.

## Escenes
- Escena I – Dream I (somni I)
- Escena II – The Pool of Tears (en un mar de llàgrimes)
- Escena III – In the House of the White Rabbit (l'habitació del Conill Blanc)
- Interludi I – Advice from a Caterpillar (el consell de l'eruga)
- Escena IV – Pig and Pepper (porc i pebre)
- Escena V – A Mad Tea Party (un berenar de bojos)
- Escena VI – The Croquet Ground (el cap de croquet)
- Interludi II
- Escena VII – The Trial or Who Stole the Tarts? (el judici o qui va robar els pastissos?)
- Finale – Dream II (somni II)

## Argument
- Escena I – Dream I (somni I)

L'Alicia obre un llibre de la seva biblioteca, que es converteix en una cambra del tresor. Coneix un infant el destí del qual és dur un gat momificat i dos ancians als que demana en va que s'escapin abans no es tanqui la porta de la cambra del tresor.
- Escena II – The Pool of Tears (en un mar de llàgrimes)

L'Alicia segueix el Conill Blanc, que s'endinsa en un forat fet a terra. Cau a les profunditats i es troba en una sala amb petites portes tancades. Obre una de les portes amb una clau i veu un jardí ple de flors brillants, però la porta és massa petita per a poder accedir-hi. L'Alicia beu el contingut d'una petita ampolla amb una etiqueta que hi diu Beu-me, s'encongeix i llavors és massa petita per a poder obrir la porta amb la clau gran.
L'Alicia menja un pastís que troba dins d'una caixeta on hi diu Menja'm, torna a créixer i llavors és massa gran per passar per la porta. Creix tant que espanta el Conill Blanc i aquest deixa caure els seus guants de seda i el seu ventall.
L'Alicia plora, cau dins un bassal de les seves pròpies llàgrimes i ofèn un ratolí que neda tot parlant amb gran entusiasme del seu gat. Ella i totes les altres criatures molles s'assequen mentre escolten com el ratolí els explica la història més seca que coneix. L'Alicia menciona de nou el gat i tots els animals fugen.
- Escena III – In the House of the White Rabbit (l'habitació del Conill Blanc)

L’Alicia ha de buscar els guants i el ventall del Conill i entra dins d'una casa. El seu cos torna a créixer mentre el Conill Blanc canta una cançó d’amor.
- Interludi I – Advice from a Caterpillar (el consell de l'eruga)

L'Alicia es troba amb l'Eruga i escolta els seus consells.
- Escena IV – Pig and Pepper (porc i pebre)

L’Alicia es troba amb el Peix i la Granota, així com amb la Duquesa, el Bebè, la Cuinera i el Gat de Cheshire. S'escandalitza pels mals tractes de la Duquesa i de la Cuinera cap al Bebè, li canta una cançó de bressol a l’infant i aquest es converteix en un porc.
L'Alicia pregunta al Gat de Cheshire, el cos del qual apareix i desapareix constantment, pel camí que ha de seguir. El Gat l'envia a veure la Llebre de Març.
- Escena V – A Mad Tea Party (un berenar de bojos)

L’Alicia coneix la Llebre de Març, el liró i el Barreter Boig. Per a aquests tres personatges, el temps s'ha aturat i ningú no els ha pogut ajudar. Finalment exclouen a l’Alicia de la festa del te.
- Escena VI – The Croquet Ground (el cap de croquet)

L’Alicia es troba amb tres jardiners que intenten convertir les roses blanques en roses vermelles per a la Reina de Cors. Ella és convidada per la mateixa reina a una partida de croquet sense normes, que acaba en una vetllada caòtica. Finalment la Reina ordena decapitar el gat sense cos, però el botxí no ho aconsegueix perquè no pot tallar-li el cap a un gat que no té cos.
- Interludi II

La Reina rescata a l’Alicia de la Duquesa Filosofant i la convida a menjar sopa de Falsa Tortuga fins que els soldats convoquen a tothom a la cort per assistir a un judici.
- Escena VII – The Trial or Who Stole the Tarts? (el judici o qui va robar els pastissos?)

El Barreter Boig, la Cuinera i l’Alicia testifiquen al judici sobre allò succeït amb els pastissos. L’Alicia no té por perquè se n’adona que el Tribunal i la Reina de cors són només una ridícula baralla de cartes.
- Finale – Dream II (somni II)

Un home invisible demana a l’Alicia que busqui (en va) llavors en la terra negra i infèrtil del jardí. A continuació l’home invisible diposita les llavors a la mà d’Alicia, que sembra flors i aquestes es converteixen en llum brillant.

## Característiques musicals
En aquesta obra, Unsuk Chin utilitza un llenguatge més directe i immediat en comparació amb altres de les seves obres. Musicalment hi predomina l'ús de la modalitat, en concret escales hexatonals i pentatòniques i algunes de les tècniques vocals més utilitzades són l'Sprechgesang, els glissandi, i el portamento. A més, hi ha una gran barreja d'estils i diferents cites: 
- En la segona escena (un mar de llàgrimes) apareix un acompanyament de clústers similar al de la consagració de la primavera i un ostinato que recorda a les sis dances en ritme búlgar del Mikrokosmos de Bartók.[8]
- El primer interludi és un gran solo de clarinet baix que s'inicia amb una cita a Rapsody in blue.[7]

És en l'escena cinquena (un berenar de bojos) que la compositora barreja més llenguatges diferents. Unsuk Chin empra la idea del pastiche tot barrejant música d'estil barroc amb música similar a la de Schoenberg amb la finalitat d'il·lustrar els intents d'Alícia per respondre l'enigma del barreter. En la mateixa escena apareix una paròdia de la cançó infantil anglesa Twinkle, Twinkle, Little Star, la música evoluciona d'una textura infantil i anodina a una expressió de virtuosisme musical.